# Beek en Hof
Beek en Hof (ook wel Beek en Hoff of Limburg) is een buitenplaats langs de rivier de Vecht in het Nederlandse dorp Loenen aan de Vecht.
De buitenplaats is omstreeks 1700 of wat verder in de 18e eeuw gesticht. Gaandeweg is het door verschillende eigenaren verbouwd, uitgebreid en opgesplitst. Het grondgebied van Beek en Hof werd in 1821 verkaveld waarna er al spoedig op een van de kavels een beenzwartfabriek werd gesticht. Met de nabijgelegen molen De Hoop was het de enige industrie in het dorp. Rond 1938 namen Zusters Franciscanessen Beek en Hof in gebruik als klooster Mater Dei. Vanaf circa 1995 tot de gemeentelijke herindeling in 2011 fungeerde het hoofdgebouw na een verbouwing als gemeentehuis van de toenmalige gemeente Loenen.
In rijksmonumentaal opzicht zijn van de buitenplaats diverse delen beschermd zoals het hoofdgebouw en een theekoepel in de overtuin.